# George Groves (bokser)
George Groves (ur. 26 marca 1988 w Hammersmith) – brytyjski pięściarz wagi super średniej, aktualny mistrz świata WBA Super i były mistrz Europy EBU.

## Kariera amatorska
Jako amator dwukrotnie (w latach 2006-2007) wygrywał mistrzostwa Anglii. Jego amatorski rekord to 66 zwycięstw i 10 porażek.

## Kariera zawodowa
Kontrakt zawodowy podpisał z grupą Hayemaker Promotions. W swoim debiucie 15 listopada 2008 roku pokonał na punkty Kirila Psonko.
Po dwunastu kolejnych zawodowych wygranych, 21 maja 2011 roku w Londynie stanął do walki o tytuł zawodowego mistrza Wielkiej Brytanii. Jego rywalem był James DeGale (10-0, 8 KO). Zwyciężył niejednogłośnie na punkty (115-115, 115-114, 115-114).
5 listopada 2011 roku po raz pierwszy obronił tytuł mistrza Wielkiej Brytanii, nokautując w drugiej rundzie Paula Smitha.
15 grudnia 2012 roku w Excel Arena w Dockland pokonał jednogłośnie na punkty byłego mistrza świata, Glena Jonhsona (51-17-2).
23 listopada 2013 roku w Manchesterze dostąpił szansy walki o mistrzowskie pasy federacji WBA i IBF wagi super średniej. Prowadził na punkty, ale ostatecznie przegrał przed czasem w dziewiątej rundzie z Carlem Frochem (31-2, 23 KO).
31 maja 2014 roku doszło do jego rewanżowej potyczki z Carlem Frochem. Tym razem obaj pięściarze stoczyli walkę na mogącym pomieścić 90 tysięcy widzów stadionie Wembley. Ponownie wygrał Froch, tym razem przez nokaut w ósmej rundzie.
20 września 2014 roku w Londynie wywalczył pas mistrza Europy EBU, pokonując na punkty Francuza Christophera Rebrasse (22-2-3).
12 września 2015 roku w Las Vegas ponownie stanął do walki o tytuł mistrza świata – tym razem jego rywalem był czempion WBC, Badou Jack (19-1-1, 12 KO). Przegrał niejednogłośną decyzją sędziów (114-113, 112-115, 111-116).
25 czerwca 2016 roku zmierzył się z Martinem Murrayem (33-3-1, 13 KO). Wygrał jednogłośnie na punkty (3x 118-110).
27 maja 2017 roku po raz czwarty stanął do walki o tytuł zawodowego mistrza świata. W walce o wakujący pas WBA podjął Fedora Czudinowa (14-1, 10 KO) z Rosji. Zwyciężył przez TKO w 6 rundzie i został nowym mistrzem świata.

## TurniejWorld Boxing Super Series
14 października 2017 roku w Londynie zwyciężył przez KO w czwartej rundzie z Jamie Coxem (24-0, 13 KO), dzięki czemu obronił pas WBA i awansował do półfinału turnieju World Boxing Super Series.
17 lutego 2018 w Manchesterze pokonał na punkty  117:112, 116:112 i 115:113, po dramatycznej walce Chrisa Eubanka Jr (26-2, 20 KO) i jako pierwszy awansował do finału turnieju.
28 września 2018 w Dżudzie w finale turnieju World Boxing Super Series został znokautowany w siódmej rundzie przez swojego rodaka Calluma Smitha (25-0, 18 KO).